# Camille Laurens
Camille Laurens (Digione, 6 novembre 1957) è una scrittrice francese.

## Biografia
Camille Laurens (vero nome Laurence Ruel) è nata a Digione, nella Côte-d'Or il 6 novembre 1957.
Prima di approdare alla letteratura, ha insegnato lettere in Marocco e nella città di Rouen.
Ha esordito nel 1991 con il romanzo Index al quale hanno fatto seguito numerose opere premiate con prestigiosi riconoscimenti quali il Prix Femina, il Premio Renaudot young adult e il Prix Ève Delacroix.
Dal 2020 fa parte dell'Académie Goncourt.

## Opere
- Index (1991)
- Romance (1992)
- Les Travaux d'Hercule (1994)
- Philippe (1995)
- L'Avenir (1998)
- Quelques-uns (1999)
- Tra le braccia sue (Dans ces bras-là, 2000), Torino, Einaudi, 2001 traduzione di Romana Petri ISBN 88-06-15965-8.
- L'Amour, roman (2003)
- Le Grain des mots (2003)
- Cet absent-là (2004)
- Ni toi ni moi (2006)
- Tissé par mille (2008)
- Romance nerveuse (2010)
- Les Fiancées du diable – enquête sur les femmes terrifiantes (2011)
- Le Syndrome du coucou (2011)
- Encore et jamais (2013)
- Quella che vi pare (Celle que vous croyez, 2016), Roma, Edizioni E/O, 2017 traduzione di Alberto Bracci Testasecca ISBN 88-66-32868-5.